# Герб Норвегии
Герб Норвегии (букмол Norges riksvåpen) — один из главных государственных символов Королевства Норвегия.
Герб представляет собой увенчанный королевской короной червленый щит с золотым коронованным львом, держащим в передних лапах серебряную секиру с золотой рукоятью. Глава государства использует особый личный герб, имеющий мантию, знаки ордена Святого Олафа и норвежскую королевскую корону. Норвежский герб — один из старейших в Европе. В современном виде известен с 1285 года по серебряному пенни короля Эрика Магнуссона.

## Описание
В настоящее время в Норвегии действует закон о Государственном гербе, в соответствии с королевским Указом от 19 марта 1937 года, который гласит:
1. Государственный герб Норвегии представляет собой золотого коронованного льва, держащего в передних лапах серебряную секиру с золотой рукоятью, в червлёном поле;
2. Государственный герб должен иметь форму щита. Щит должен быть увенчан королевской короной, отличающейся крестом и державой;
3. Любые изменения Государственного герба для использования официальными органами, должно быть оговорено с Министерством иностранных дел, кроме тех случаев, когда они были учреждены главой государства;
4. Государственная печать Норвегии состоит из Государственного герба, увенчанного королевской короной, и надписи с именем и титулом короля по кругу;

5. Королевский указ о государственном Гербе и Государственной печати от 14 декабря 1905 года утрачивает силу.

## История герба
Впервые лев появился на гербе норвежских королей в конце XII — начале XIII веков. Короли Хокон Хоконссон и его сын Магнус Законодатель имели изображение льва на своих щитах. А Эйрик Магнуссон, сын Магнуса Законодателя, добавил ко льву корону и боевой топор. С тех пор золотой коронованный лев на червленом поле, держащий в передний лапах серебряную секиру с золотой рукоятью, является неизменным гербом Норвегии, испытав на себе, однако, все изменения в геральдической моде.
Лев в геральдике является символом силы, а боевой топор — секира — не только излюбленное оружие древних норвежцев, но и, прежде всего, — атрибут небесного покровителя Норвегии — Святого Олава. Согласно «Саге об Олаве Святом», рана, нанесенная именно секирой послужила причиной смерти Олава.
Использование герба никогда не было оформлено или закреплено каким-либо конституционным законом и основывалось исключительно на традиции. В позднем средневековье рукоять топора постепенно удлинялась, топор стал похож на алебарду. Алебарда была снова заменена на топор королевским указом от 10 июля 1844 года.
Обычай изображать герб Норвегии коронованным королевской короной относится ко времени Реформации и окончательно утвердился около 1671 года, когда вместо средневековой открытой короны королевская корона стала изображаться закрытой, увенчанной крестом и державой.
В 1319 году Норвегия заключила личную унию со Швецией, а позже оказалась под властью Дании, пока снова не досталась Швеции после поражения Дании в англо-датской войне 1807—1814 гг. Лишь в 1905 году государственный суверенитет Норвегии был полностью восстановлен.
7 июня 1905 года норвежский парламент разорвал шведско-норвежскую унию, и вскоре после этого Норвегия была провозглашена независимой конституционной монархией. Вновь избранный король Норвегии Хокон VII королевским декретом от 14 декабря 1905 года утвердил проект нового Государственного герба, который должен был стать возвращением к средневековым канонам и практически не отличался от изображений на старинных монетах и печатях XII—XIII веков.
Королевским декретом от 19 марта 1937 года рисунок норвежского Государственного герба был снова изменён. Герб обрёл свои сегодняшние готические очертания. Изменения коснулись как льва с секирой, так и королевской короны.
Последние изменения были внесены в норвежский Государственный герб 16 декабря 1992 года. Были слегка изменены очертания львиной гривы и передних лап.
- 1580 год
- 1733 год
- 1844 — 1905
- 1905 — 1937

## Королевский герб Норвегии
Отдельным королевским Указом от 30 декабря 1905 года вводился королевской герб Норвегии, который должен был стать личным гербом главы государства, и отличался от Государственного герба тем, что некоронованный норвежский гербовый щит располагался на фоне пурпурной на горностае мантии, с золотой бахромой, коронованной норвежской королевской короной. Щит окружала цепь ордена Святого Олафа.